# ثيودور هومان
ثيودور هومان (بالألمانية: Theodor Homann)‏ هو لاعب كرة قدم ألماني في مركز الوسط، ولد في 28 أبريل 1948 في Werne ‏ في ألمانيا، وتوفي بنفس المكان في 11 أبريل 2010. لعب مع نادي فوبرتال الرياضي ونادي نورنبرغ.

## وصلات خارجية
- ثيودور هومان على موقع قاعدة بيانات كرة القدم.إي يو (الإنجليزية)
- ثيودور هومان على موقع بيانات كرة القدم. دي إي (الألمانية)